# استین کریستنسن
استین کریستنسن (دانمارکی: Steen Christensen؛ زادهٔ ۱ ژانویهٔ ۱۹۴۱) قایقران قایق بادبانی اهل دانمارک است.